# Chorherrenstift am Templum Domini in Jerusalem

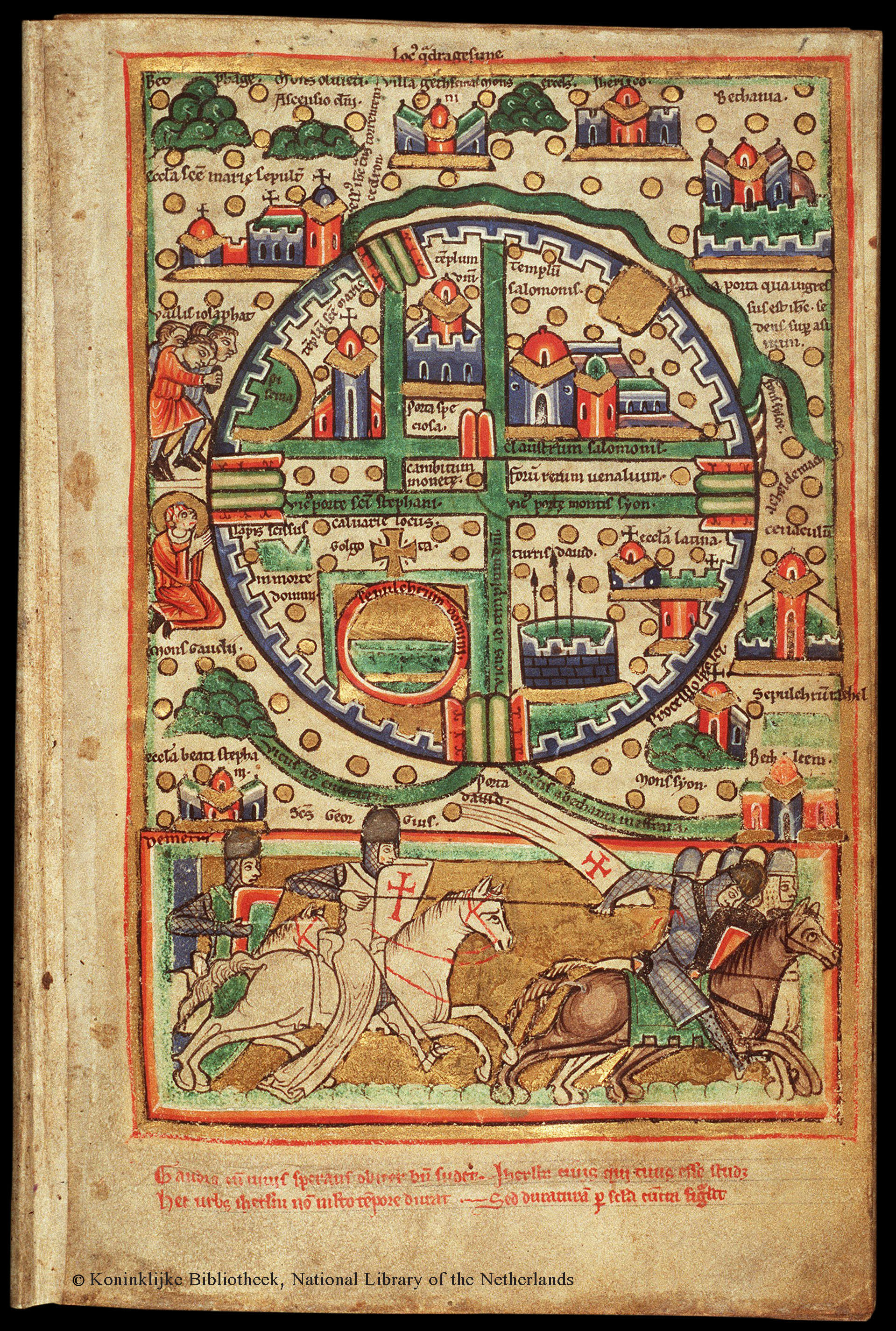
Plan Jerusalems vor 1187. Stilisierte Kirche Templum Domini (tēplum dm) in der Mitte der oberen Hälfte das Stadtrundes.

Das Chorherrenstift am Templum Domini in Jerusalem war eine wohl noch 1099 eingerichtete Gemeinschaft (Kapitel) von zunächst Säkularklerikern, spätestens ab 1130/36 nach der Augustinerregel lebenden Kanonikern am Templum Domini (heute Felsendom) auf dem Tempelberg in Jerusalem zur Zeit des Lateinischen Königreichs Jerusalem (1099 bis 1187). Nach der Eroberung Jerusalem 1099 durch die Kreuzritter wurde der moslemische Felsendom in eine der Hl. Maria geweihte Kirche umgewandelt. Sie war neben der Heiliggrabkirche das wichtigste christliche Heiligtum in Jerusalem zur Kreuzritterzeit. Das Chorherrenstift am Templum Domini in Jerusalem war eines von vier lateinischen Stiften (die drei anderen Stifte waren: Chorherrenstift am Heiligen Grab in Jerusalem, Chorherrenstift auf dem Berg Sion bei Jerusalem und das Chorherrenstift auf dem Ölberg bei Jerusalem), die die Kreuzfahrer nach der Eroberung Jerusalems 1099 in und um Jerusalem eingerichtet hatten. Dem Chorherrenstift am Templum Domini stand zunächst ein Prior vor, ab 1137 ein Abt. Nach der Eroberung Jerusalems durch Saladin 1187 mussten Chorherren und Abt die Stadt verlassen; sie siedelten sich in Akkon an. Das Templum Domini (Felsendom) wurde wieder eine moslemische Kultstätte. Nach der Eroberung von Akkon (1291) durch die Muslime flohen der Abt (und die Chorherren?) nach Bari in Süditalien.  Das Chorherrenstift am Templum Domini in Jerusalem darf nicht mit dem Templerorden verwechselt werden.

## Lage
Die Klostergebäude, die mutmaßlich erst nach der Umwandlung des ursprünglichen, unregulierten Stifts in ein reguliertes Stift entstanden sind (1130/36), lagen nördlich des Felsendoms. Südlich des Felsendomes lag (bzw. liegt auch heute noch) die Al-Aksa-Moschee, die von den Kreuzfahrer als Templum Salomonis umgedeutet wurde. Von den Klostergebäuden der Chorherren am Templum Domini haben sich oberirdisch keine Reste erhalten.

## Geschichte
Im Verlauf der Eroberung Jerusalems im Juli 1099 durch das Kreuzritterheer besetzte Tankred, ein Normanne aus Süditalien als Erster den Tempelberg mit dem Felsendom und raubte dessen Schätze, musste sie aber später wenigstens z. T. wieder herausgeben. Der moslemische Felsendom wurde in eine der Hl. Maria geweihte Kirche umgewandelt und wurde mit dem Tempel des Herrn (Templum Domini) identifiziert. Die benachbarte Al Aqsa-Moschee wurde mit dem Templum Salomonis oder Palatium Salomonis, dem Palast Salomos gleichgesetzt. Das Templum Salomonis war bis 1119 Wohnort von König Balduin II. Nach der Fertigstellung der Zitadelle siedelt er dorthin über. Das Templum Salomonis (oder Teile des Gebäudes) wurden dem Templerorden überlassen.

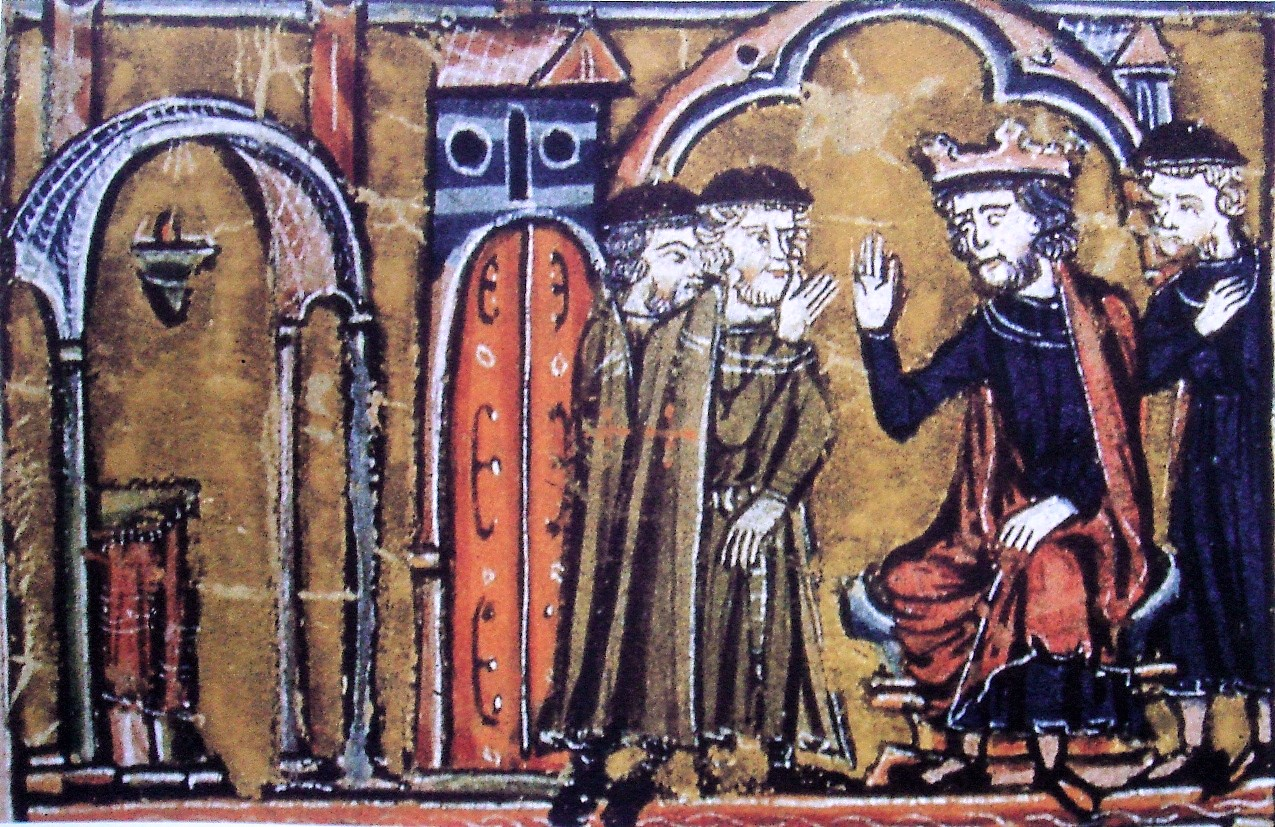
Balduin übergibt den Tempel Salomons an Hugo von Payns und Gottfried von Saint-Omer. Die vierte Person ist Warmund, der Patriarch von Jerusalem

Schon im August 1099 setzte der erste Regent des neu gegründeten Königreich Jerusalem Gottfried von Bouillon Kanoniker (Chorherren) am Templum Domini (Tempel des Herrn) ein und wies ihnen Präbenden zu. Bei den Kanonikern handelte es sich zunächst um Säkularkanoniker, denen Wohnungen bzw. Häuser in der Stadt Jerusalem angewiesen worden waren; sie führten also keine vita communis. Diese Säkularkleriker besorgten die Gottesdienste, trafen sich zum Stundengebet in Gemeinschaft, und verwalteten das Vermögen der Stiftskirche.
Damals wurde das Templum Domini (Tempel des Herrn) neben der Grabeskirche als das wichtigste Heiligtum von Jerusalem betrachtet. Das Siegel der Könige von Jerusalem zeigte in der Mitte den Turm Davids flankiert von der Heiliggrabkirche und dem Templum Domini.
Bis 1120 war im Templum Domini ein (separater) Chor für die Chorherren eingerichtet worden. An der ersten Reichsversammlung 1120 in Nablus hat auch Achard d'Arrouaise (Achardus), Prior des Chorherrenstifts am Templum Domini teilgenommen. Zwischen 1130 und 1136 wurden die Kanoniker nach der Augustinerregel reguliert und mussten ab dieser Zeit in einer klösterlichen Gemeinschaft leben. Dafür waren nördlich des Felsendoms neue Klostergebäude errichtet worden. Der päpstliche Gesandte Bischof Albericus von Ostia weihte am dritten Tag nach Ostern 1141 (9. April 1141) den Tempel des Herrn in Jerusalem nach Umbauarbeiten im Inneren neu ein.
Das Chorherrenstift am Templum Domini war eingebunden in die religiösen und weltlichen Feierlichkeiten der Stadt Jerusalem in der Zeit des Lateinischen Königreichs Jerusalem. Bei der Krönung eines Königs (ab Balduin II.) zog dieser zuerst zur Heiliggrabkirche und wurde dort vor den Toren vom Patriarchen empfangen. Dieser geleitete den Monarchen zur Krönung in den Chor, wo die Krönung vor dem Altar stattfand. Nach der Krönung ging die Prozession weiter zum Templum Domini, wo der König seine Krone auf den Altar legte. Der Abschluss der Krönung wurde im Palatium Salomonis oder Templum Salomonis mit einem Festbankett gefeiert.
Das Chorherrenstift am Templum Domini wurde nach seiner Gründung zunächst von einem praelatus geleitet, wenig später ist der für ein Stift übliche Titel Prior überliefert. 1137 wurde der Prior Geoffroy/Gaufredus zum Abt befördert. Gründe für diese Rangerhöhung sind nicht bekannt. Der Abt des Templum Domini durfte fortan Mitra, Ring und Pectoralkreuz tragen und war ein direkter Suffragan des Lateinischen Patriarchen von Jerusalem. Er hatte damit eine Bischof-ähnliche Stellung. Der Titel Prior ging nun auf seinen Stellvertreter über, der einige Male selber dann nach dem Tod des Vorgängers zum Abt gewählt wurde.
Welchen Umfang die ursprüngliche Schenkung von Gottfried von Bouillon an das Chorherrenstift am Templum Domini hatte, ist nicht genau bekannt. Sie umfasste jedoch weite Bereiche des Tempelberges und sicher Häuser in der Stadt. Wie viel jedoch den einzelnen Chorherren zugebilligt wurde, ist im Gegensatz zu den Chorherren am Heiligen Grab nicht bekannt. Eine sehr große Stiftung erhielt das Chorherrenstift am Templum Domini 1161/62 von der damaligen Königin Melisende. Mayer sieht in diesen Zuwendungen das Resultat einer engen Zusammenarbeit des damaligen Abtes Gaufried mit Melisende in der Zeit der Spannungen mit ihrem Sohn Balduin II. Abt Gaufred komponierte ein noch erhaltenes Gedicht.
Nach der Eroberung von Jerusalem 1187 durch Saladin unterrichtete Terricus pauperrimae domus templi preceptor den König von England Heinrich II. vom Verlust von Jerusalem. Er berichtete, dass syrische Christen nun den Gottesdienst an der Heiliggrabkirche übernommen hätten, und dass zehn Johannitern erlaubt wurde, sich um die Kranken in ihrem Hospital zu kümmern. Diese Detailkenntnis legt nahe, dass das Kapitel zunächst in Jerusalem verblieben war. Nach der Wiedereroberung von Akkon (1191) siedelte sich das Kapitel an der dortigen St. Leonhard-Kirche an. Wo sich das Kapitel in den vier Jahren zwischen der Eroberung von Jerusalem und der Rückeroberung von Akkon aufhielt, ist nicht bekannt.
1229 (bis 1244) konnte Friedrich II. Jerusalem und ein kleines Gebiet um Jerusalem herum durch Vertrag wieder gewinnen. Der Tempelberg blieb jedoch moslemisch. Der Felsendom wurde nicht wieder in eine Kirche zurückverwandelt, und das Kapitel kehrte auch nicht nach Jerusalem zurück.
Nach der Eroberung von Akkon (1291) floh der Abt (und die Chorherren?) in ihr Priorat und Kloster San Clemente bei Bari. Leider ließ sich über dieses Kloster (oder nur Kirche?) nichts in Erfahrung bringen.
In England hielten sich zwei Niederlassungen des Chorherrenstifts beim Templum Domini bis 1537. Egerton Beck bezeichnete das Chorherrenstift beim Templum Domini auch als Order of the Temple (Orden des Tempel); nicht zu verwechseln mit dem Templerorden, der 1312 aufgelöst wurde.

## Priore und Äbte
- 1100 Arnulf, praelatus Templi Domini
- 1112 bis 1136 Achard d’Arrouaise/Aicardus/Achardus, Prior[10][11]
- 1137 bis 1161 Geoffroy/Gaufredus, im Herbst 1137 noch Prior, wurde noch Ende 1137 Abt, 1141 Gaufridus, abbas,[12] 1160/61[13], 1159 Hugo Prior, wurde wohl der nächste Abt
- 1161/62 bis 1167/68 Hugo I., Abt[14]
- 1168/69 bis 1175/76 Raimundus, Abt[15][16]
- 1175/76[17] bis 1180 Rogerius, Abt[18][19]
- 1189/91 NN, starb vor Akkon[20]
- 1195 Petrus, Abt,[21]  1190/91 Petribricius, Prior[22]
- 1220, 1221 Maurus I., Abt (Dominici Templi)[23][24]
- 1233 bis 1236 Hugo II., Abt,[20] Nicolaus, Prior
- 1244 J., abbas Templi Domini,[25][20]
- 1246 Maurus II.[20]
- 1255 NN Abt[26]
- 1265 Simon[20]
- 1286 Martinus[20] ca. um/vor 1290 Martinus, Abt,[27]
- 1346 Petrus de Cortuciis[28]

## Namentlich genannte Kanoniker
Namentlich bekannte und genannte Kanoniker sind: Arnaldus Dominici Templi canonicus (1112 bis 1127), Assenardus (1152), Franco (1186), Gillebertus (1186), Rainaldus (1186), Willelmus cellerarius (1186), Fridericus (1161 bis 1173), Guillelmus de la Branda (11851), Johannes de Alvernia (1223), Marinus (1159), Nicolaus, Prior (1233), Petrus (1140), Richardus (1133), Rogerius (1151). Amicus capellanus (1142 bis 1145), Gaucilinus clericus (1133). Conversi laici: Johannes et Bartholomaeus (1233).

## Besitzungen
Der (Gesamt-)Besitzstand des Kapitels am Templum Domni ist nur schwer zu rekonstruieren, da immer wieder Verwechslungen mit den viel zahlreicheren Besitzungen des Templerorden vorkommen. Außerdem liegt kein Gesamtverzeichnis, wie etwa für das Chorherrenstift vom Heiligen Grab vor. Eine große Schenkung erhielt das Kapitel von Königin Melisinde 1161/62. Die Besitzungen in den Kreuzfahrerstaaten des Nahen Ostens sind aber durch ein Diplom von Amalrich I. von 1166 bekannt.

### Umgebung von Jerusalem
- Weinberge in der Nähe von Jerusalem
- ein domus Beati Johannis in montanis ist Ain Kârem, westlich von Jerusalem[33]
- zwei gastinas Heteyre (Et-Tiré) und Beitdecoc (Beit Douqqou) mit Zubehör, ein Geschenk der Königin Melisende[33][35]
- die Hälfte des Casale Safra (?Kefira) mit der Hälfte der Dorfbewohnern und der Hälfte des Zubehör, ein Geschenk von Galteri Malduit[33]

### Umgebung von Hebron (im Gebiet von Sankt Abraham)
- zwei gastinas (ohne Namensnennung), ein Geschenk von Philipp von Nablus

### Umgebung vonBlanche Garde
- das Casale Danube (Edh Dh’nebbé) mit Zubehör[33]

### Umgebung von Ascalon
- zehn carrucatas Land, das Robertus de Tresponz gegeben hatte
- Häuser in Ascalon mit einer Mühle
- Moschee
- Gärten mit Land zum Weinanbau

### Bei Ibelin
- zwei carrucatas Land im Tausch mit Land, das Roger, Bischof von Ramla gegeben hat
- Häuser mit einer Anpflanzung
- vier carrucates Land, das Balian von Ibelin geschenkt hatte

### In der Umgebung von Nablus
In Nablus das Chorherrenstift eine fast bischöfliche Stellung.
- Häuser, Besitzungen und Gärten, teils bebaut, teils unbebaut
- 300 Byzantiner, die die Patriarchen Warmund, Stephan und Wilhelm in Nablus an Zehnten beziehen und an das Stift abgetreten haben
- 10 Byzantiner Zins, die Guido von Miliaco als Lehn hatte
- den Zehnten vom Land, das Guido de Miliaco gehörte
- die sieben Casalia Luban, Ruezun, Deira, Orif, Gerraa und Derach mit den Zehnten
- die Zehnten der Besitzungen des Ulrich, Vizegraf von Nablus, von den Casalia Ciriz
- der gesamte Zehnt vom Land des Vizegrafen Balduin, das er über dem Fluss besitzt, ausgenommen davon sind die Casalia Daramahet und Sier.
- alle Zehnten im Tal und den Bergen von den Weinbergen, die die Franken bebauen, ein Geschenk von Melisende

### Im Gebiet von Caesarea
- das Casale Alemanni und dem Casale Beledam, die einst den Brüdern Arnald und Alexander Coste gehörten
- ein Haus, das dem Kanoniker Theobald gehörte
- ein anderes Haus nahe am Tor
- bei Genuinum 4 carrucates Land und Häuser, die Adam Burdula vom Templum Domini innehat

### Bei Akkon
- die Kirche S. Andreas und nahe bei liegendes Land
- 60 Byzantiner im Tausch gegen das Casale Sesset, das König Amalrich dem Chorherrenstift geschenkt hatte[37]

### In der Gegend von Tyrus
- Häuser zur Kirche Beati Juliani mit ein wenig Land
- zwei Teile eines Casale namens Hanoe
- gastina Zederia mit allem Zubehör

### In Arabia (östlich des Jordan)
- 1000 Byzantiner an Zehnten, ein Geschenk von Balduin I. im Jahr 1112[38]
- drei Casalia Coreb, Antiochet oder Moab und Beteligene mit allem Zubehör
- in Montreal Häuser, Weingärten und Höfe
- in Crat, Häuser und Gärten, einige Weinberge als Geschenk von Philipp von Nablus

### Italien
- 1169 ist die Kirche Santa Maria Maddalena sita infra moenia Baroli (Barletta) im Besitz des Chorherrenstifts am Templum Domini. 1180 wird in einer Urkunde des Erzbischofs Bertrandus von Trani Guillelmus der prior ecclesiae S. Mariae Magdalenas et dominici Templi canonicus genannt.[39]
- S. Clemente in Bari[40] (wird in der einschlägigen, älteren Literatur meist dem Templerorden zugeschrieben, vgl. auch Klarstellung von Houben[41] und Angilletta[42])

### England
- Ferriby Priorat (Yorkshire), war keine Niederlassung des Templer-Ordens, wie häufig in der Literatur zu finden, sondern des Chorherrenstifts am Templum Domini in Jerusalem. Das Priorat wurde 1191 von John Heself/Johannes de Heself während der Belagerung von Akkon (1189/91) gestiftet[43] und erhielt in der Folgezeit weitere Zuwendungen von Adligen.[44] Das Priorat wurde 1536 aufgelöst.
- Woodbridge Priorat, Suffolk. Die Schenkung des Ernaldus wurde durch Abt Geoffrey angenommen. Er bestätigte, dass der Schenker und seine Erben das Recht haben, den Prior zu wählen.[45] Das Priorat wurde 1537 aufgelöst.

### Zypern
Am 29. September 1195 schenkte Aimery, Herr von Zypern mit Einverständnis seiner Frau Eschive dem Abt Peter des Chorherrenstifts am Templum Domini und seinen Kanonikern einen Hof in Nicosia mit einer Kapelle, die der Hlg. Gottesmutter Maria geweiht war. Außerdem vergabte er ihnen eine prestia (Weinpresse), die von seinen verstorbenen Bruder König Guido gebaut worden war. Weiter überließ er den Kanonikern zehn carrucatis Land beim Dorf Vuillelmi de Balma.
1233 verkaufte Hugo, Abt des Templum Domini, diese prestia an Eustorgius, Erzbischof von Nicosia.

### Griechenland
Am 22. Januar 1209 nahm Papst Innozenz III. die Abtei und Kanoniker des Templum Domini unter päpstlichen Schutz und bestätigte ihre Besitzungen, ganz besonders Kirchen und Präbenden in Griechenland.